# دامیانو روساتلی
دامیانو روساتلی (ایتالیایی: Damiano Rosatelli؛ زادهٔ ۴ نوامبر ۱۹۹۵) شمشیرباز اهل ایتالیا است.
وی در مسابقات کشوری و بین‌المللی در مجموع برندهٔ ۱ مدال برنز شده‌است.